# Brachyglossina fulta
Brachyglossina fulta là một loài bướm đêm trong họ Geometridae.